# Нісіпень
Нісіпень, Нісіпені (рум. Nisipeni) — село у повіті Сату-Маре в Румунії. Входить до складу комуни Лазурі.
Село розташоване на відстані 456 км на північний захід від Бухареста, 12 км на північ від Сату-Маре, 135 км на північ від Клуж-Напоки.

## Населення
За даними перепису населення 2002 року у селі проживали 834 особи.
Національний склад населення села:
| Національність | Кількість осіб | Відсоток |
| -------------- | -------------- | -------- |
| угорці         | 788            | 94,5%    |
| румуни         | 33             | 4,0%     |
| цигани         | 7              | 0,8%     |
| українці       | 6              | 0,7%     |

Рідною мовою назвали:
| Мова       | Кількість осіб | Відсоток |
| ---------- | -------------- | -------- |
| угорська   | 796            | 95,4%    |
| румунська  | 32             | 3,8%     |
| українська | 6              | 0,7%     |